# Соломон, Моррис
Моррис Соломон (англ. Morris Solomon; 15 марта 1944, Олбани — 1 августа 2024, Стоктон) — американский серийный убийца, осуждённый за убийства женщин и впоследствии приговорённый к смертной казни.

## Ранние годы
Моррис Соломон родился 15 марта 1944 года в Олбани, штат Джорджия. Он вырос в неблагополучной семье и в детстве со своим старшим братом постоянно подвергался издевательствам со стороны своей матери и других родственников. В 1957 году семья Соломон переехала в штат Калифорнию, где проживали их родственники, семья остановилась к юго-западу от Сакраменто (Калифорния) в городке Айлтон. Айлтон был очень маленьким городом, в нем не было даже школы, по причине чего Моррис и его старший брат для того, чтобы продолжить образование, вынуждены были посещать школу Rio Vista High School, находившуюся в городе Рио Виста в 30 километрах от Айлтона. В школьные годы Моррис играл в школьном оркестре, занимался общественной работой, но из-за того, что его семья проживала в одном из самых неблагополучных частей Айлтона, где проживали в основном представители маргинального слоя, Моррис и его брат не были популярны в школе и считались изгоями.
После окончания школы в 1961 году Соломон поступил в колледж, где через некоторое время стал подрабатывать водителем автобуса. Увлекшись девушкой, он покинул учебное заведение в начале 1965 года и потерял работу. Оставшись без работы, Моррис Соломон в марте 1965 года был призван в армию. В течение 1965 года он проходил службу на базах, расквартированных на территории штатов Калифорния и Вашингтон. В июне 1966 года Моррис Соломон был отправлен для прохождения дальнейшей службы во Вьетнам.

## Участие во Вьетнамской войне
Соломон проходил службу в районе границы с Камбоджей. В обязанности его отделения входило обеспечение безопасности конвоев солдат, курсирующих между его базой и другими базами, расположенными рядом с границей. На пути конвоев часто попадались минные поля и переходы часто сопровождались сильными обстрелами со стороны сил Вьетконга. В течение службы Соломон заслужил хорошую репутацию и по крайней мере дважды рисковал собственной жизнью, в одном случае он спас жизнь тяжелораненому сержанту своего взвода во время минометного обстрела, во втором, рискуя собственной жизнью, вытащил из-под обстрела четверых сослуживцев из танка, подорвавшегося на противотанковой мине. В то же время Моррис был замечен за пользованием услугами вьетнамских проституток. В июне 1967 года Соломон был демобилизован и вернулся в Айлтон.

## Преступления
После возвращения с войны Соломон стал проявлять признаки психического расстройства, он расстался с девушкой, переехал в район Сан-Франциско, где вскоре женился на другой женщине, которая родила ему дочь. Однако этот брак вскоре распался из-за его проблем с психикой, после чего Моррис вернулся обратно в Сакраменто. Вскоре Соломон начал вести асоциальный образ жизни, он начал злоупотреблять спиртными напитками и лёгкими наркотиками, часто менял места работы и места проживания, много времени проводил в обществе сутенёров и проституток. В 1969 году Соломон совершил своё первое известное преступление — напав и нанеся раны с помощью ножа одной из проституток. Через 2 года он совершил похожее преступление. В мае 1971 года Соломон напал и изнасиловал студентку, за это преступление он был осуждён и приговорен к 4 годам. Выйдя на свободу в 1975 году, преступник уже в октябре того же года похитил и удерживал в своем трейлере танцовщицу из клуба, которой он заплатил за сексуальные услуги. Через 2 года в 1977 году он был обвинен за похищение и незаконное лишение свободы и снова попал в тюрьму. Освободившись в начале 1980-х годов, Соломон переехал в штат Аризона, где совершил несколько краж, за которые в 1984 году снова был осуждён. Выйдя на свободу в 1986 году, он в очередной раз вернулся в Калифорнию, где вскоре по версии следствия начал совершать убийства.

## Разоблачение
В июне 1986 года Моррис Соломон позвонил в полицию и сообщил об обнаружении тела женщины в доме, где он занимался ремонтными работами. Убитой оказалась 22-летняя проститутка Иоланда Джонсон. Соломон сразу же оказался под подозрением, но из-за отсутствия доказательств задержан не был. Через месяц в том же районе в одном из домов была обнаружена убитая 25-летняя Анжела Полидор, также известная проститутка. В начале 1987 года рабочими, занимавшимися ремонтом одного из домов, была найдена третья жертва, в доме, как выяснилось, проживал и работал Моррис Соломон до декабря 1986 года. После обнаружения трёх тел полиция заинтересовалась графиком работы Соломона и организовала проверку зданий, где Соломон совершал ремонтные работы, и дома, где он проживал в это время. Во дворе одного из домов, где подозреваемый жил с января по март 1987 года, было найдено захоронение трупа женщины, который был идентифицирован как Шерри Вашингтон, которая пропала без вести в феврале 1987 года. В апреле 1987 года на территории еще одного дома, где подозреваемый работал, были найдены еще два захоронения. После чего 22 апреля 1987 года Моррис Соломон был арестован и обвинён в 6 убийствах.

## Расследование
Следствие по делу Соломона велось несколько месяцев. Сразу же после ареста — 30 апреля 1987 года — была найдена седьмая жертва серийного убийцы. Всего же Соломон проверялся на причастность к исчезновению по меньшей мере шести девушек, пропавших без вести в период с 1985 по 1987 год.

## Суд
Моррису Соломону были предъявлены обвинения в 6 убийствах и 5 изнасилованиях. Суд над ним начался в 1988 году и в связи с пополнением в его деле новыми эпизодами растянулся на 4 года. В сентябре 1992 года Моррис Соломон был приговорен к смертной казни.

## В заключении
Оказавшись в тюрьме, Соломон несколько раз подавал апелляции, для того чтобы добиться отмены смертного приговора. В 2004 году его адвокаты подали апелляцию на основании того, что Соломон был подвергнут издевательствам в детстве, что привело в итоге к психическим, эмоциональным и поведенческим проблемам, и после несения службы во Вьетнаме у него появились признаки посттравматического стрессового расстройства. Апелляция была отклонена. В июле 2010 года его приговор был подтверждён Верховным судом штата Калифорния.
Соломон скончался 1 августа 2024 года в калифорнийском медицинском учреждении в Стоктоне, штат Калифорния.